# V̊
Cette page contient des caractères spéciaux ou non latins. S’ils s’affichent mal (▯, ?, etc.), consultez la page d’aide Unicode.
V̊ (minuscule : v̊), appelé V rond en chef, est une lettre utilisée dans l’écriture du moyen bas allemand. Elle est formée de la lettre v diacritée d’un rond en chef.

## Représentations informatiques
Le V rond en chef peut être représente avec les caractères Unicode suivants :
- décomposé (latin de base, diacritiques) :

| formes    | représentations | chaînes de caractères | points de code | descriptions                                       |
| --------- | --------------- | --------------------- | -------------- | -------------------------------------------------- |
| majuscule | V̊               | V◌̊                    | U+0056 U+030A  | lettre majuscule latine v diacritique rond en chef |
| minuscule | v̊               | v◌̊                    | U+0076 U+030A  | lettre minuscule latine v diacritique rond en chef |